# Ansermanuevo
Ansermanuevo est une municipalité située dans le département de Valle del Cauca, en Colombie.